# إدوارد كوكس
إدوارد كوكس (بالإنجليزية: Edward Cox)‏ هو راكب الكنو بريطاني، ولد في 25 يوليو 1985.